# 韋斯科 (密蘇里州)
韋斯科（英語：Wesco）是位於美國密蘇里州克勞福德縣的非建制地區。

## 歷史
韋斯科的郵局自1907年營運至今。

## 地理
韋斯科所處的海拔為高於海平面264米（即866英呎），而該地所採用的時區為UTC-6，即北美中部時區（CST）。同時該地設有夏令時間，為UTC-6調快一小時，即UTC-5（CDT）。